# Petalodontiformes
Petalodontiformes ("dentes de placa fina") é uma ordem extinta de peixes cartilaginosos marinhos parecidos com quimeras dos dias modernos, encontrados no que hoje são os Estados Unidos e a Europa.
A maioria das espécies é conhecida apenas por dentes isolados. Todos os fósseis variam do Carbonífero ao Permiano, onde se presume que eles morreram durante o evento de extinção do Permiano/Triássico.
As duas espécies mais conhecidas são Belantsea montana, do Carbonífero de Bear Gulch, Montana, e Janassa bituminosa, do Permiano Superior da Europa, já que foram encontrados fósseis inteiros desses dois gêneros.